# Danielle de Niese

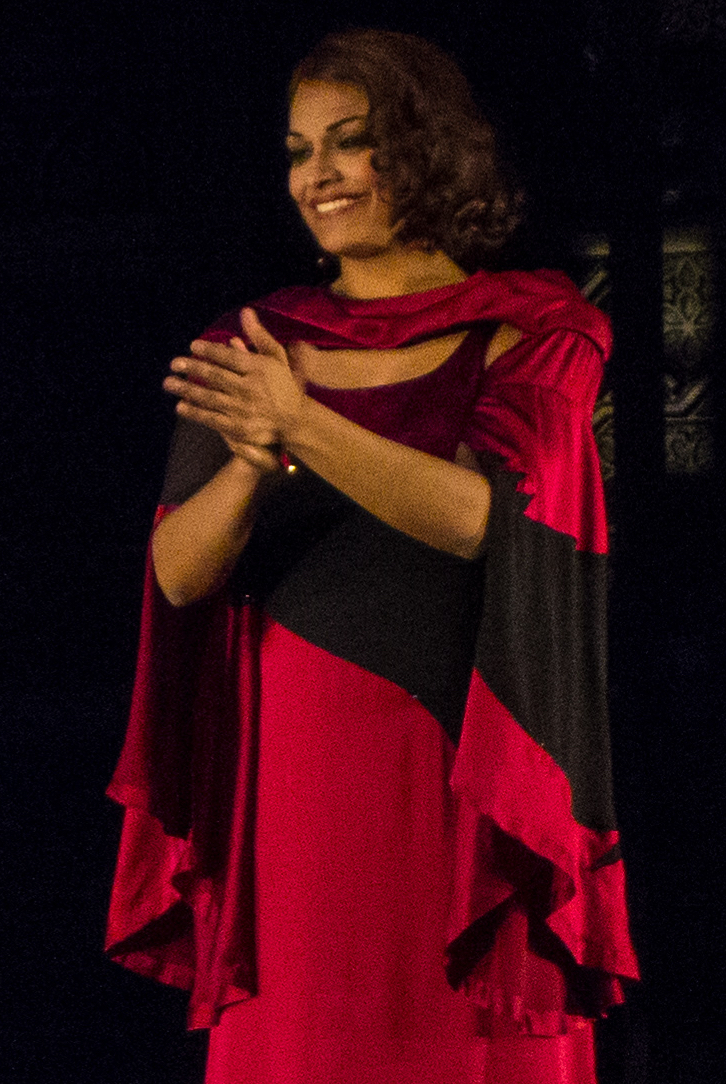
Danielle de Niese (2014)

Danielle de Niese (* 11. April 1979 in Melbourne, Australien) ist eine australische Opernsängerin (Sopran). Sie debütierte 1998 im Alter von 19 Jahren an der New Yorker Metropolitan Opera. De Niese ist mittlerweile ein Star der Opernwelt. Bekannt wurde sie vor allem mit Partien aus Barock-Opern, so z. B. von Georg Friedrich Händel und Jean-Philippe Rameau. De Niese lebt in den USA.

## Leben

### Herkunft und Ausbildung
Die Eltern von Danielle de Niese stammen aus Sri Lanka, ihr Vater hatte aber auch niederländische Vorfahren. Sie wanderten nach Australien aus, wo ihre Tochter Danielle geboren wurde. De Niese begann im Alter von acht Jahren mit Gesangsunterricht. Als sie zehn Jahre alt war, ging ihre Familie in die Vereinigten Staaten und siedelte sich in Los Angeles an. Dort besuchte sie die Colburn School, an der sie in Schauspiel, Tanz, Gesang und Instrumentalmusik unterrichtet wurde.
Als Teenager moderierte Danielle de Niese in einem lokalen Fernsehsender einige Jahre lang eine Show für Jugendliche, in der diese mit klassischer Musik und Kultur bekannt gemacht wurden. Für ihre Leistungen als Moderatorin wurde sie mit einem Emmy ausgezeichnet.
Im Alter von 18 Jahren wurde de Niese 1998 in das Lindemann Young Artists Programme der New Yorker Metropolitan Opera aufgenommen. Kaum ein Jahr später debütierte sie in Mozarts Le nozze di Figaro in der Rolle der Barbarina.

### Karriere
Nach dem Debüt in New York folgten Engagements an verschiedenen amerikanischen Opernhäusern, so in Santa Fe und in Los Angeles. 2004 sang de Niese die Cleopatra in Händels Giulio Cesare an der Nederlandse Opera zu Amsterdam und an der Pariser Oper jeweils unter der Leitung von Marc Minkowski. In derselben Rolle begeisterte die junge Sängerin 2005 beim Glyndebourne-Festival in der preisgekrönten Produktion von David McVicar. Glyndebourne war der große Durchbruch für Danielle de Niese. Seitdem gilt sie bei Kritik und Publikum als eine der besten Sängerinnen von Händels Werken.
Es folgten erneut Auftritte in Paris und zwar in Les Indes Galantes von Rameau unter dem Dirigat William Christies. Im Teatro San Carlo zu Neapel gab de Niese ihr Italien-Debüt in einer Aufführung von Glucks Orfeo ed Euridice für das Teatro San Carlo. In Zürich übernahm die Sängerin zum ersten Mal die Rolle der Poppea in Monteverdis L’incoronazione di Poppea unter der Leitung von Nikolaus Harnoncourt. In ebendieser Rolle war de Niese auch am Chicago Opera Theater erfolgreich. Danach folgte eine Produktion von Händels Rodelinda mit der Canadian Opera Company, in der de Niese die Titelrolle sang.
Im Herbst 2006 kehrte de Niese an die Nederlandse Opera zurück und war dort in der Rolle der Susanna (Le Nozze di Figaro) erfolgreich. Anfang 2007 war de Niese im Pariser Théâtre des Champs-Elysées als Ginevra in Händels Ariodante zu hören. Im gleichen Jahr wie auch 2008 trat de Niese auch wieder beim Glyndebourne-Festival auf, einmal in der Rolle der Cleopatra und in diesem Jahr auch in einer neuen Produktion der L’incoronazione di Poppea. 2009 war de Niese in der Rolle der Galatea in Händels Acis and Galatea am Londoner Royal Opera House engagiert. Im September 2015 war sie als Solistin in der BBC Last Night of The Proms in London zu hören.

## Diskografie
Solo
- Handel Arias (Decca, 2008)
- The Mozart Album (Decca, 2009)
- Diva  (Decca, 2010)
- Beauty of the Baroque (Decca 2011)

Opernproduktionen
- Handel – Giulio Cesare, Glyndebourne Opera Festival 2006. (Opus Arte 2006)
- Rameau – Les Indes Galantes – William Christie, Les Arts Florissants, Paris Opera 2005. (BBC, Opus Arte 2005)
- Handel – Agrippina – Thomas Hengelbrock,Balthasar Neumann Ensemble, Theater an der Wien, Wien 2016